# 5153 Gierasch
5153 Gierasch è un asteroide della fascia principale. Scoperto nel 1940, presenta un'orbita caratterizzata da un semiasse maggiore pari a 2,6569688 UA e da un'eccentricità di 0,1730549, inclinata di 12,79178° rispetto all'eclittica.